# Ludwig Quidde
Ludwig Quidde (né le 23 mars 1858 à Brême - mort le 4 mars 1941 à Genève), est un historien, un écrivain, un pacifiste et un homme politique libéral allemand sous l'Empire allemand et la république de Weimar. Connu pour ses critiques sévères contre l'empereur allemand Guillaume II, il reçoit le prix Nobel de la paix en 1927, conjointement avec Ferdinand Buisson, pour ses activités en faveur du mouvement pacifiste. En tant que pacifiste, il s'engage de nombreuses années comme chef de la Deutsche Friedensgesellschaft (DFG, Société allemande de la paix) et participe à de nombreux congrès internationaux pour la paix. Il organise le seizième Congrès mondial de la paix en 1907 à Munich. Il meurt en exil en Suisse en 1941, à l'âge de 83 ans.

## Biographie

### Formation et carrière scientifique
Ludwig Quidde naît en 1858. Il est le fils d'un commerçant aisé, Ludwig August Quidde, et de sa femme Anna Adelheid Quidde née Cassebohm. Ses parents l'inscrivent au Die Altes Gymnasium humaniste de Brême, où il passe son Abitur en 1876. Jusqu'en 1881, Quidde étudie l'histoire, la philosophie et les sciences économiques à Strasbourg et à Göttingen. Il écrit une thèse intitulée Die König Sigmund und das Deutsche Reich von 1410 bis 1419 (le roi Sigismond et le Saint-Empire de 1410 à 1419), et devient docteur en philosophie. La même année, il prend part à la controverse sur l'antisémitisme en écrivant anonymement un factum contre l'antisémitisme régnant au sein du milieu étudiant.
En tant qu'élève du médiéviste Julius Weizsäcker (de), Quidde devient après son habilitation collaborateur à l'édition des actes du Reichstag (Edition der Reichstagsakten (Ältere Reihe)) où les documents de la diète du Saint-Empire romain germanique de 1376 sont traités. En 1882, il épouse la musicienne et écrivain Margarethe Jacobson. La mort de son père en 1885 et l'héritage important qui y est lié incite Quidde à repousser ses projets de doctorat au profit de l'édition des actes du Reichstag et est élu en 1887 membre extraordinaire de la commission historique de l'Académie des Sciences de Bavière. En automne 1889, il succède à Weizsäcker comme responsable des éditions de l'Académie. En 1888, il fonde, en tant qu'éditeur, la Deutsche Zeitschrift für Geschichtswissenschaft (de) (DZG). 
À l'automne 1890, Quidde devient le secrétaire directeur de l'Institut historique allemand de Rome, où il est nommé professeur. Cependant, il présente sa démission en 1892, retourne à Munich et intègre la classe d'histoire de l'Académie des Sciences de Bavière. Il fait alors figure d'autorité sur le Saint-Empire dans sa période du Moyen Âge tardif. Avec l'aide du DZG, il organise à Munich en 1893 le premier congrès allemand des historiens, mais rapidement, lors des congrès de 1894 à Leipzig et de 1895 à Francfort-sur-le-Main, l'incompatibilité entre ses positions politiques et l'opinion majoritaire dans le milieu des historiens apparaît au grand jour.
Quidde se fait connaître dans les cercles publics au printemps 1894 avec sa satire de Guillaume II Caligula – Eine Studie über römischen Cäsarenwahnsinn (Caligula - Une étude sur la folie des empereurs romains), qui devient avec plus de 30 éditions un des pamphlets ayant le plus de succès pendant le règne de Guillaume II. Le journal Neue Preußische Zeitung en profite pour l'accuser de crime de lèse-majesté. Le scandale ruine la carrière d'historien de Quidde, ses collègues le traitant avec mépris. Cela le conduit à publier pour la dernière fois le DZG en 1895. Le scandale du pamphlet ne semblait pas menacer Quidde sur le plan juridique, il est cependant peu après accusé de lèse-majesté pour avoir dit qu'il était ridicule et politiquement éhonté de créer une médaille à la mémoire de Guillaume Ier. Il est condamné à trois mois de prison (à Stadelheim, Munich).

### Entrée en politique et mouvement pacifiste

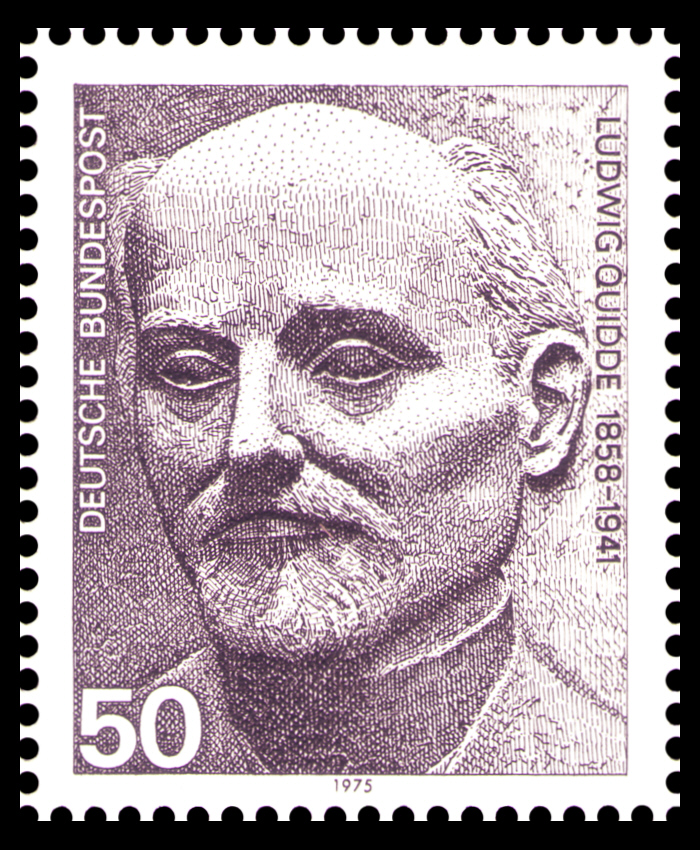
Ludwig Quidde

La fortune héritée par Quidde lui permet de se consacrer entièrement à la politique. En 1893, il entre au Parti populaire allemand (DtVP) fondée en 1868, parti qui répond à ses attentes antimilitaristes, antiprussiennes, démocratiques et pacifistes. La DtVP, dont les bastions se situent avant tout dans le sud de l'Allemagne, s'engage comme l'un des partis bourgeois démocratiques les plus importants contre le Parti libéral national pour des structures fédérales au sein de l'empire allemand, s'oppose à la suprématie de la Prusse et s'engage pour le renforcement du parlement et des relations démocratiques en Allemagne. Quidde se distingue par ses opinions antimonarchiques et républicaines. La DtVP collabore à l'époque ponctuellement avec la social-démocratie, encore imprégnée du marxisme à l'époque.
L'année de son entrée à la DtVP, Ludwig Quidde avait publié, tout d'abord anonymement, Der Militarismus im heutigen Deutschen Reich. Eine Anklageschrift. Von einem deutschen Historiker (Le militarisme dans l'empire allemand actuel. Par un historien allemand). Déjà l'année précédente, en 1892, Quidde s'était inscrit comme membre de la Deutsche Friedensgesellschaft (DFG). Il prend alors régulièrement part aux séances du conseil du Bureau international de la paix. De 1894 à 1900, il est l'éditeur du quotidien démocratique Münchner Freie Presse où il publie en 1898 une série d'articles critiques sur la société : Arme Leute in Krankenhäusern. En 1895, Quidde devient président du comité régional bavarois de la DtVP et conçoit un nouveau programme pour le parti où il revendique pour le parlementarisme, une réforme de la justice et de l'armée et la création de structures fédérales. En tant que dirigeant de la DtVP bavaroise, au conseil municipal de Munich dès 1902, Quidde est élu en 1907 pour la première fois député du Landtag de Bavière, où il reste jusqu'en 1918. Entre-temps, en 1910, le Parti populaire allemand s'était uni avec le Parti populaire radical et l'Union radicale pour former le Parti populaire progressiste à laquelle Quidde ne prend part qu'à contrecœur, se voyant mis à l'écart à travers cette union.
Au-delà de ses activités politiques, il fonde en 1898 avec son épouse Margarete la Münchener Verein gegen Vivisektion und sonstige Tierquälerei (Association munichoise contre la vivisection et les autres formes de tortures sur les animaux). Ensemble, ils publient Anleitung zur Verständigung über die Vivisektionsfrage (Introduction à la question de la vivisection). Ils participent également aux congrès internationaux contre cette pratique en 1903 à Francfort-sur-le-Main, en 1909 à Londres et en 1912 à Zurich.
À partir de 1899, Quidde mène la délégation allemande lors des congrès mondiaux pour la paix. En 1907, il organise le seizième de ces congrès à Munich. En 1913, il publie Entwurf zu einem internationalen Vertrage über Rüstungsstillstand (Projet de traité international pour un arrêt de la course aux armements) à l'occasion du vingtième congrès pour la paix à La Haye. En mai 1914, peu avant le début de la Première Guerre mondiale, il est élu président de la Deutsche Friedensgesellschaft (Société allemande pour la paix), poste qu'il va occuper jusqu'en 1929 malgré les critiques incessantes des forces pacifistes radicales.
Après le début de la Première Guerre mondiale, étant contre la guerre, Quidde occupe une position marginale au sein de son parti et de sa fraction au Landtag. Malgré la guerre, il séjourne souvent en pays neutres, comme les Pays-Bas et la Suisse, pour renouer les contacts rompus en 1914 avec les pacifistes dans les États belligérants. En 1915, Quidde prend part au congrès des pacifistes néerlandais à La Haye. La persécution politique dont il fait l'objet en tant que représentant du pacifisme en Allemagne se manifeste par une entrave à sa liberté de voyager et par une surveillance et un examen de son courrier. En 1916, il fonde la Zentralstelle für Völkerrecht (Centrale pour le droit international) visant à réunir tous les opposants à la politique d'annexion allemande et s'engageant pour une politique de conciliation.

### Pacifisme pendant la république de Weimar

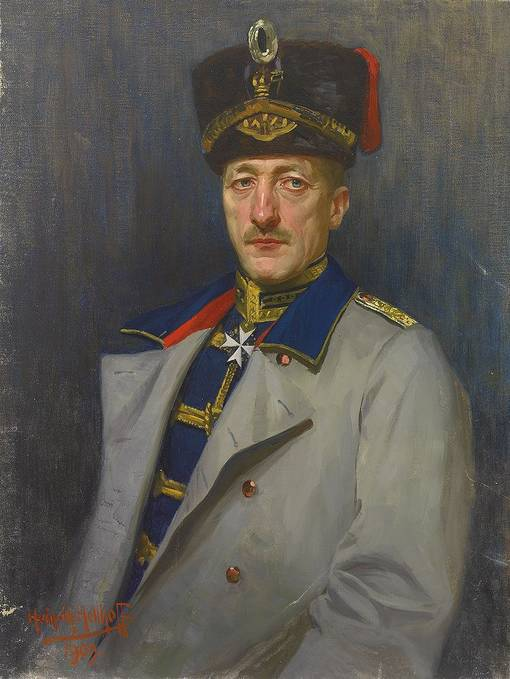
Paul von Schoenaich

Après la guerre, alors que la Bavière et l'Allemagne entières sont secouées par la révolution, Quidde devient en 1918 vice-président du Conseil national provisoire bavarois et en 1919 député du Parti démocrate allemand (Deutsche Demokratische Partei - DDP). Le DDP est née après la guerre, de la majorité du Parti populaire progressiste et de l'aile gauche du Parti national-libéral. Il participe en 1919-1920, conjointement avec la SPD et le Zentrum, à la « Coalition de Weimar », le premier gouvernement de la république de Weimar.
De 1921 à 1929, Quidde est président de l'organisation faîtière Deutsches Friedenskartell (Cartel allemand de la paix). Il porte alors les espoirs des jeunes démocrates, il écrit dans leur journal jusqu'en 1933. 
En 1924, Quidde est accusé de haute trahison à la suite d'un article sur des groupes paramilitaires, la Reichswehr noire. Il est temporairement emprisonné, puis libéré notamment en raison de préoccupations de politique étrangère du ministre Gustav Stresemann.
Il reçoit le prix Nobel de la paix en 1927, avec le pacifiste français Ferdinand Buisson, le cofondateur de la Ligue des droits de l'homme. En 1929, sous la poussée de l'aile radicale autour de Fritz Küster, Quidde quitte avec dix autres représentants de l'aile modérée la direction de la Deutsche Friedensgesellschaft. Parmi les démissionnaires, on trouve les trois députés du Reichstag Albert Falkenberg (de), Anna Siemsen et Gerhart Seger, en plus de Helene Stöcker, Harry Kessler et Georg Schümer. En 1930, il quitte la DFG.
Après une collaboration de la DDP avec le mouvement antisémite et réactionnaire Jungdeutscher Orden (ordre des jeunes allemands), la DDP se dissout en 1930 et se reconstitue sous le nom de Parti démocrate allemand (Deutsche Staatspartei - DStP). Cette évolution du libéralisme bourgeois qui se profilait depuis un moment pour aboutir à un nationalisme grandissant, Quidde ne la supporte plus et quitte le parti avec d'autres membres. Quidde devient président de l'Association des démocrates indépendants (Vereinigung Unabhängiger Demokraten) et membre fondateur avec les anciens membres du DDP et pacifistes Hellmut von Gerlach et Paul von Schoenaich du Parti radical démocrate (Radikaldemokratische Partei), qui ne parvient toutefois pas à se hisser en tant que parti important dans les dernières années de la république de Weimar. Il en refuse d'ailleurs la présidence.

### Exil

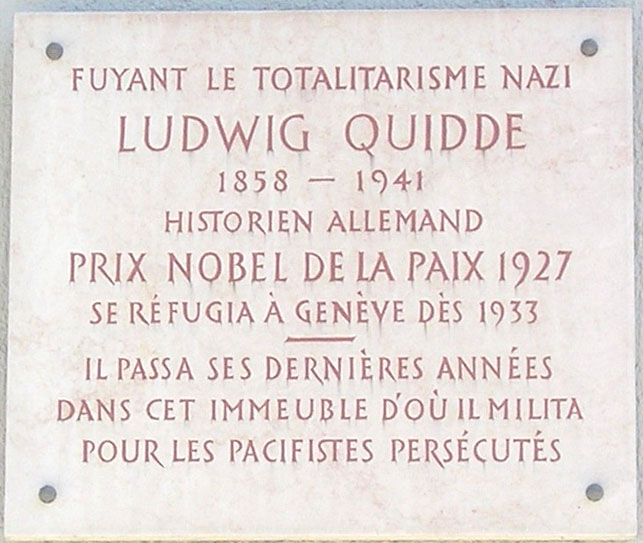
Plaque sur l'immeuble de l'avenue Blanc où il vécut, à Genève.

Après l'arrivée au pouvoir des nationaux-socialistes, Quidde émigre en Suisse en mars 1933, où il vit à Genève. Il y finit sa vie dans des conditions difficiles. L'« existence économique (de Quidde repose) pour ainsi dire exclusivement » sur une bourse du comité Nobel à Oslo, renouvelée chaque année de 1934 à 1940 pour laquelle il doit rédiger en contrepartie une histoire du pacifisme allemand pendant la Première Guerre mondiale. L'« insignifiance relative » de cette bourse oblige Quidde à côté de rares contributions pour des journaux suisses à faire des travaux de correction et même de jardinage. Ne pouvant avoir un emploi fixe en Suisse à cause de son statut d'étranger, Quidde dépend de la générosité d'autres pacifistes. Ainsi en 1938, alors qu'il a 80 ans, une réunion organisée par Hans Wehberg permet de réunir une somme de 5 400 francs suisses donnés par une centaine de personnes afin que Quidde puisse régler ses dettes.
Durant son exil, il vit une relation hors mariage au long cours avec Charlotte Kleinschmidt (1891-1974). Ils vivent ensemble, avec leur fille commune, jusqu'à sa mort. Leur fille se nomme aussi Charlotte Kleinschmidt (dite « Lotti »), elle obtient en 1934 son certificat d'études à Chambéry.
Bien qu'il ne s'exprime pas en matière de politique pour protéger son épouse, restée en Allemagne, il essaie à partir de Suisse de soutenir des pacifistes allemands en exil. Il crée pour cela le Comité de secours aux pacifistes exilés pour lequel il utilise une partie de la somme réunie par Wehberg. Après que Quidde a été exclu de la commission historique de Munich et de la direction de l'édition des actes du Reichstag en 1938, il perd officiellement la citoyenneté allemande en 1940, décision prononcée par les dirigeants nationaux-socialistes. Le motif de cette perte de citoyenneté est une lettre écrite par Quidde dans laquelle il décrit l´Anschluss comme l'œuvre de « criminels, de meurtriers et de voleurs ».
Quidde meurt d'une pneumonie en 1941, affaibli après un séjour à l'hôpital de Genève. Il est enterré au cimetière du Petit-Saconnex, et le 19 mai 2003, ses restes et ceux de son épouse sont placés au cimetière des Rois, à Genève. Depuis 1974, il existe en Allemagne un office de formation libéral de gauche, le Ludwig-Quidde-Forum à Bochum. La fondation Ludwig Quidde fondée par Torsten Quidde est active depuis 2007 au sein de la Deutsche Stiftung Friedensforschung (de), à Osnabrück.

## Distinctions
- 1927 : Prix Nobel de la paix ( Norvège)

## Ouvrages
(Une sélection)
- (de) König Sigmund und das Deutsche Reich von 1410 bis 1419. 1. Die Wahl Sigmunds (thèse, université de Göttingen en 1881)
- (de) Die Entstehung des Kurfürstencollegiums : Eine verfassungsgeschichtliche Untersuchung, 1884
- (de) Studien zur Geschichte des Rheinischen Landfriedensbundes von 1259, 1885
- (de) Der Militarismus im heutigen Deutschen Reich. Eine Anklageschrift. Von einem deutschen Historiker, 1893
- (de) Caligula. Eine Studie über römischen Cäsarenwahnsinn, 1894
- (de) Entwurf zu einem internationalen Vertrage über Rüstungsstillstand, 1913
- (de) Völkerbund und Demokratie, 1922
- (de) Der erste Schritt zur Weltabrüstung, 1927
- (de) Histoire de la paix publique en Allemagne au Moyen Âge, 1929
- (de) Der deutsche Pazifismus während des Weltkrieges 1914–1918(écrit entre 1934 et 1940, publié par Karl Holl conjointement Helmut Donat à Boppard am Rhein en 1979)